# Bregovljana
 Bregovljana  falu Horvátországban Zágráb megyében. Közigazgatásilag  Pušća községhez  tartozik.

## Fekvése
Zágrábtól 20 km-re északnyugatra, községközpontjától 1 km-re északkeletre a Marijagoricai előhegység északkeleti részén fekszik.

## Története
A falu dombos vidékéről kapta a nevét. 1857-ben 113, 1910-ben 126 lakosa volt. Trianon előtt Zágráb vármegye Zágrábi járásához tartozott. 1991-ig Bregovljane volt a hivatalos neve. 2011-ben 123 lakosa volt. Lakói mezőgazdasággal, szőlőtermesztéssel, állattenyésztéssel, kézművességgel foglalkoznak.

## Lakosság
| Lakosság változása | Lakosság változása | Lakosság változása | Lakosság változása | Lakosság változása | Lakosság változása | Lakosság változása | Lakosság változása | Lakosság változása | Lakosság változása | Lakosság változása | Lakosság változása | Lakosság változása | Lakosság változása | Lakosság változása | Lakosság változása |
| ------------------ | ------------------ | ------------------ | ------------------ | ------------------ | ------------------ | ------------------ | ------------------ | ------------------ | ------------------ | ------------------ | ------------------ | ------------------ | ------------------ | ------------------ | ------------------ |
| 1857               | 1869               | 1880               | 1890               | 1900               | 1910               | 1921               | 1931               | 1948               | 1953               | 1961               | 1971               | 1981               | 1991               | 2001               | 2011               |
| 113                | 112                | 120                | 128                | 146                | 126                | 125                | 123                | 145                | 127                | 112                | 95                 | 76                 | 74                 | 84                 | 123                |

## Nevezetességei
A falu egyetlen nevezetessége a Szent András kápolna védett maradványai. 

## Külső hivatkozások
- Pušća község hivatalos oldala